# Klaus Wehner
Klaus Wehner (* 1942 in Pirna-Copitz; † 1. August 1993) war ein deutscher Maler.

## Leben und Werk
Wehner wurde im Pirnaer Ortsteil Copitz geboren. Er studierte von 1964 bis 1969 an der Hochschule für Bildende Künste Dresden und arbeitete danach in Pirna als freischaffender Künstler, die meiste Zeit zurückgezogen im Ortsteil Mockethal, ehe er wenige Jahre vor seinem Ableben in die Pirnaer Innenstadt zog. Neben seiner künstlerischen Arbeit leitete er in Pirna mehrere Mal- und Zeichenzirkel.
Wehner war bis 1990 Mitglied des Verbandes Bildender Künstler der DDR und der Künstlergenossenschaft „Kunst der Zeit“ mit Sitz in Radebeul. In deren Galerie „Kunst der Zeit“, in der Pirnaer „Galerie am Elbtor“ und nach 1989 im Kuratorium Altstadt Pirna beteiligte er sich am Aufbau von Ausstellungen.
Der Schwerpunkt seines Schaffens lag in der Landschaftsmalerei. Dabei bevorzugte er Motive aus dem Elbsandsteingebirge. Künstlerisches Vorbild war ihm Paul Cézanne. 1983 sagte er in einem Pressegespräch, dass er Wert legt auf „Bildfestigkeit, Filterung vielfacher Eindrücke, gestaffelte Farbmodulation und Wahrhaftigkeit“, um die „erstrebte Harmonie als Gesamteindruck“ wiederzugeben. In den letzten Lebensjahren experimentierte Wehner mit abstrakten Kompositionen oder indem er Bilder mit einem mosaikartigen Raster überzog oder mit gleichmäßigen Farbtupfen überdeckte, die den Bildgegenstand wie hinter einer Gardine verschwimmen lassen.
Der Kunsthistoriker Gert Claußnitzer charakterisierte das Leben Wehners als Kampf „zwischen Einsamkeit und Gemeinschaft, zwischen Resignation und Utopie“.
Bilder Wehners befinden sich im Stadtmuseum Pirna. 

## Werke (Auswahl)
- Carmen (Öl, 1968/1971)[1]
- Baltschik im Vorfrühling (Öl, 70 × 90 cm, 1982)[2]

## Ausstellungen (mutmaßlich unvollständig)
- 1972/1973: Dresden, VII. Kunstausstellung der DDR
- 1974 und 1982: Dresden, Bezirkskunstausstellung
- 1984: Radebeul, Galerie Kunst der Zeit („30 Jahre Kunst der Zeit“)
- 2003: Pirna, Stadtmuseum („Erinnerungen an Klaus Wehner“)